# 毛细胞
毛细胞（英文：Hair cell）是所有的脊椎动物中听觉系统和平衡系统的感觉接收器。在哺乳动物中，听觉毛细胞位于内耳耳蜗的基底膜上的柯蒂氏器上。它名字的由来是从细胞的顶端长出的一束硬纤毛，也就是“毛束”结构，它还延伸到耳蜗里充满液体的蜗管中。

## 分类
在哺乳动物的耳蜗中，根据毛细胞的形态和功能，可以分为两类：外毛细胞和内毛细胞。

## 功能
毛束是声音的侦测器和放大器。过去几十年的研究表明：外毛细胞不直接把神经信号传递给大脑，而是机械地把传入耳蜗的低水平声音放大。这种放大作用可能是由毛细胞发束的运动造成的，也有可能是由毛细胞胞体的电学驱动的运动造成的。内毛细胞将耳蜗内液体的声音振动转化为电学信号，并通过听觉神经传递到听觉脑干，再到听觉皮层。

## 临床
这些毛细胞损伤会导致听觉灵敏度下降，例如：感觉神经性耳聋。